# William Vandivert
William „Bill“ Vandivert (* 16. August 1912 in Evanston, Illinois, USA; † 1. Dezember 1989) war ein US-amerikanischer Fotograf und Gründungsmitglied der Fotoagentur Magnum Photos.
Vandivert studierte von 1928 bis 1930 Chemie am Beloit College und von 1930 bis 1935 am Art Institute of Chicago. Ab 1935 begann Vandivert erste Fotos zu machen; u. a. für den Herald Examiner in Chicago. Wenig später arbeitet er als fester Mitarbeiter für das berühmte Life-Magazine. Im Dezember 1938 zieht Vandivert nach London, England um für Life in Europa zu arbeiten. Bis 1945 berichtete er über den Zweiten Weltkrieg in Europa. Hierbei begegnete er dem Fotografen Robert Capa, der ihn für seine Idee einer unabhängigen Fotoagentur gewinnen kann. Vandivert verließ das Life-Magazine 1946. 
Zusammen mit seiner Frau Rita Vandivert wird er 1947 Gründungsmitglied der Fotoagentur Magnum Photos. Beide verlassen Magnum jedoch bereits im Folgejahr. William setzte seine Karriere als freier Fotograf fort. Die Vandiverts sind indes für eine Serie von Naturdokumentationen bekannt geworden.